# ایریون
ایریون (به فرانسوی: Airion) یک کامین در فرانسه است که در Canton of Clermont واقع شده‌است.

## خصوصیات
ایریون ۶٫۷۳ کیلومترمربع مساحت و ۴۸۹ نفر جمعیت دارد و ۶۰ متر بالاتر از سطح دریا واقع شده‌است.